# Буковинське віче (газета)
«Буковинське віче» — газета, що виходить у Чернівцях.

## Історія
Газета заснована 3 листопада 1990 Чернівецькою обласною радою і трудовим колективом газети.
У листопаді 2004 року «Буковинське віче» перереєстровано, засновником став трудовий колектив редакції газети, а газета стала першою незалежною, позапартійною газетою.
З 1997 року головним редактором газети беззмінно є поетеса, заслужений працівник культури України Віра Китайгородська.
Логотип газети був розроблений заслуженим художником України Орестом Криворучком.
Назва газети вибрана напрочуд вдало. Вона, по-перше, нагадує читачам про вікопомну подію 3-го листопада 1918 року, про стремління і боротьбу буковинських українців бути разом в єдиній українській державі, а по-друге, сприймається як газета-віче — орган, де обговорюються місцеві і загальноукраїнські проблеми, що впливає на прийняття владних рішень.

## Технічні дані

Тематична сторінка

Тематична сторінка

Тематична сторінка

Газета «Буковинське віче» виходить  українською мовою двічі на тиждень — у  середу і  п'ятницю.
Наклад газети — від 12 000 до 20 000.
Редакція газети знаходиться в  Чернівцях за адресою: 58022, вул.  Ю.Федьковича, 52.
Сайт: www.bukviche.com [Архівовано 23 січня 2022 у Wayback Machine.]

## Редколегія
Станом на 1 червня 2017 року:
Віра Китайгородська, Тетяна Козлова, Василь Пішак, Богдан Чортик, Іван Шелепницький, І. Д.  Шкробагець, Євдоків Антонюк, Юхим Гусар, Сільвія Віщук, Василь Довгий, Джуран Василь Тодорович, Карачко Степан Іванович, Брозинський Михайло Федорович.
Крім редколегії і журналістського колективу в підготовці газети активну участь беруть її читачі — інтелігенція міста (історики, літератори, краєзнавці та інші), трудівники різних сфер виробництва і сільського господарства.

## Визначні дописувачі
У різний час співпрацювали або і зараз співпрацюють з редакцією газети «Буковинське віче» журналісти та діячі культури:
Василь Бабух, Марія Вишневська, Володимир Вознюк, Леся Воронюк, Юхим Гусар, Олександр Довбуш, Михайло Івасюк, Сергій Карачко, Віталій Колодій, Андрій Кушніренко, Марія Матіос, Володимир Михайловський, Іван Нагірняк, Параска Нечаєва, Ярослав Садовий, Тамара Севернюк, Василь Селезінка, Галина Тарасюк, Василь Фольварочний, Тарас Шевчук, Микола Шкрібляк, Михайло Ревуцький, Жанна Одинська,Петро Кирстюк, Євдокія Антонюк, Інна Багрійчук, Інна Руснак, Василь Гейніш та інші.

## Тематична направленість
«Буковинське віче» є загальнотематичною, загальнобуковинською газетою.
Мають місце також спецвипуски газети, присвячені відомим людям Буковини.
Наприклад, вже були випуски присвячені:
 Михайлу Івасюку,  Івану Миколайчуку,  Назарію Яремчуку,  Володимиру Івасюку та іншим.
Значний інтерес у читачів викликають і такі спеціальні сторінки: «Буковинська порадниця», «Пенсійний фонд інформує».
При редакції діє мистецька вітальня, де відбуваються виставки, презентації, творчі вечори та інше.